# 신 현모양처
《신 현모양처》는 2007년 5월 28일부터 2007년 6월 26일까지 방영된 MBC 월화미니시리즈이다. 히트 후속으로 낙점됐던 태왕사신기가 오디오 컴퓨터 작업 등 후반 작업에 생각보다 많은 시간이 걸려서 제작이 늦춰지자 그 빈 자리를 대체해 편성된 드라마이다. 하지만 예정과 다르게 후속 드라마인 태왕사신기의 제작 과정이 더욱 지연되면서, 당초 8부작으로 구성한 상태에서 2편 늘린 10회로 막을 내렸다.
다만, 동시간대 미니시리즈인 SBS 내 남자의 여자가 그랬던 것처럼 똑같이 불륜이라는 소재를 담아 지적을 받았다.

## 등장인물
- 강성연 : 경국희
- 김호진 : 허명필
- 김남진 : 박석두
- 김태연 : 임태란
- 사강 : 남장미
- 권용운 : 김만석
- 이혜은 : 김수덕
- 임대호 : 오봉구
- 엄수정 : 이연실
- 박용기 : 김조한
- 정성운 : 김기자
- 사미자
- 로이 : 오형사
- 김하균
- 서재경
- 차주옥
- 김형중
- 김형중
- 신복숙
- 이원용
- 정한헌
- 이경아
- 반혜라
- 백소미
- 김효서
- 염재욱
- 양현태
- 윤희주
- 이종래
- 원종례
- 김일웅
- 최성웅
- 허인영
- 성의용
- 박혜미
- 조하영
- 신효영
- 김선녀
- 김원배
- 김홍수
- 손일권
- 이옥정
- 주우